# William McGregor
William McGregor (13 de abril de 1846 – 20 de dezembro de 1911) foi um homem de negócios e um dirigente de futebol escocês e é considerado o fundador da Liga de Futebol Inglesa, a EFL.